# Saint-Léons

Saint-Léons este o comună în departamentul Aveyron din sudul Franței. În 1 ianuarie 2022 avea o populație de 427 de locuitori.